# Anton Josipović
Anton Ante Josipović (* 22. října 1961 Banja Luka) je bývalý boxer chorvatské národnosti narozený na území dnešní Bosny a Hercegoviny, ve své době reprezentující Jugoslávii. Na olympijských hrách v Los Angeles roku 1984 vyhrál zlatou medaili v polotěžké váze (do 81 kg). V roce 1990 přestoupil k profesionálům. Působil v profi ringu pět let, absolvoval v něm 10 utkání, z toho osm vyhrál a dvě prohrál.
Proslul tím, že při slavnostním medailovém ceremoniálu na hrách v Los Angeles pozval na nejvyšší stupeň třetího Evandera Holyfielda, který byl v semifinále diskvalifikován za nepovolený úder po přerušení boje (navíc jugoslávským rozhodčím), což vyvolalo kontroverze a napětí. Po letech Josipović prozradil, že mu toto gesto poradil bývalý šéf kanceláře prezidenta Josipa Broze Tita, který byl členem olympijské delegace a staral se o dobrý obraz Jugoslávie (která jako jedna z mála socialistických zemí na hry do USA jela).
Jeho život poznamenaly nacionální spory. Podle vlastních slov vyrostl v nacionálně konfliktním prostředí a začal boxovat proto, že byl v dětství jako Chorvat napadán srbskými dětmi. Sám později ale nacionalismus odmítal, označoval se za Jugoslávce a při vypjatých diskusích po roce 1990 se začal označovat za Japonce, aby nacionální spory zesměšnil. V 90. letech odmítl být předsedou jak chorvatské, tak bosenské boxerské federace, protože by to byl podle něj „nemístný lokál-patriotismus“. Jugoslávská válka mu do značné míry zhatila profesionální kariéru a rodnou Bosnu kvůli ní musel načas opustit. Po válce, v roce 1997, se do ní vrátil. Nacionalismus ho však znovu dohnal: krátce po návratu k němu v kavárně Mustang v Banja Luce přistoupil muž a se slovy „co tady děláš, ty Ustašovče?!“ na něj dvakrát vystřelil z pistole (Ustašovské hnutí bylo fašistické chorvatské hnutí za druhé světové války, které mělo na svědomí smrt statisíců Srbů). Josipović útok přežil, přestože upadl do kómatu. Jedna kulka zasáhla slezinu, kterou mu lékaři museli odebrat. Když se o atentátu doslechl na CNN Evander Holyfield, tehdy na vrcholu své slávy, nabídl přes velvyslanectví v Sarajevu uhradit všechnu lékařskou péči. Americký velvyslanec pak nosil přímo do nemocnice léky. Útočník nebyl nikdy dopaden. Po uzdravení odešel Josipović načas do Švýcarska, ale nakonec se do rodného města vrátil. Působil jako sportovní komentátor a krátce i jako trenér bosenské boxerské reprezentace, ale odešel kvůli tlaku vedení svazu, aby boxery do reprezentace nominoval podle národnostního klíče. V současnosti[kdy?] je v důchodu.